# Sant Sadurní del Castell de Conques
Sant Sadurní del Castell de Conques és una església romànica de la vila de Conques, que tingué fins al 1970 municipi propi i actualment està englobat en el d'Isona i Conca Dellà.
Situada en el recinte del castell de Conques, fou la primitiva església parroquial del poble, i del castell, fins que entre 1582 i 1592 el caràcter de parroquial es traslladà a la de Sant Miquel, a la vila estesa als peus del castell. A partir d'aquell moment caigué en una forta decadència que l'ha menada a ser avui dia un munt de ruïnes a penes recognoscibles com a església. Hi contribuïren decisivament els atacs d'artilleria i bombardeigs del 1938.
Està documentada com a parròquia al llarg dels segles xii, xiii, xiv, xv i xvi, i tenia la de Sant Miquel, a baix la vila, com a sufragània. El seu rector tenia el títol de plebà, títol que subsistí amb el trasllat de parròquia.
Actualment només se'n conserven tres parets de l'angle sud-est; el 1967 caigué la paret que tancava el recinte, per ponent, on devia haver-hi la porta. Tenia, a més de la porta, una finestra de doble esqueixada. Tenia també un ràfec que resseguia tota la façana. Tot plegat fa pensar en un temple del segle xii, amb aparell gros i polit, tot molt ben disposat, de forma molt regular.